# 卡普拉尼卡普雷内斯蒂纳

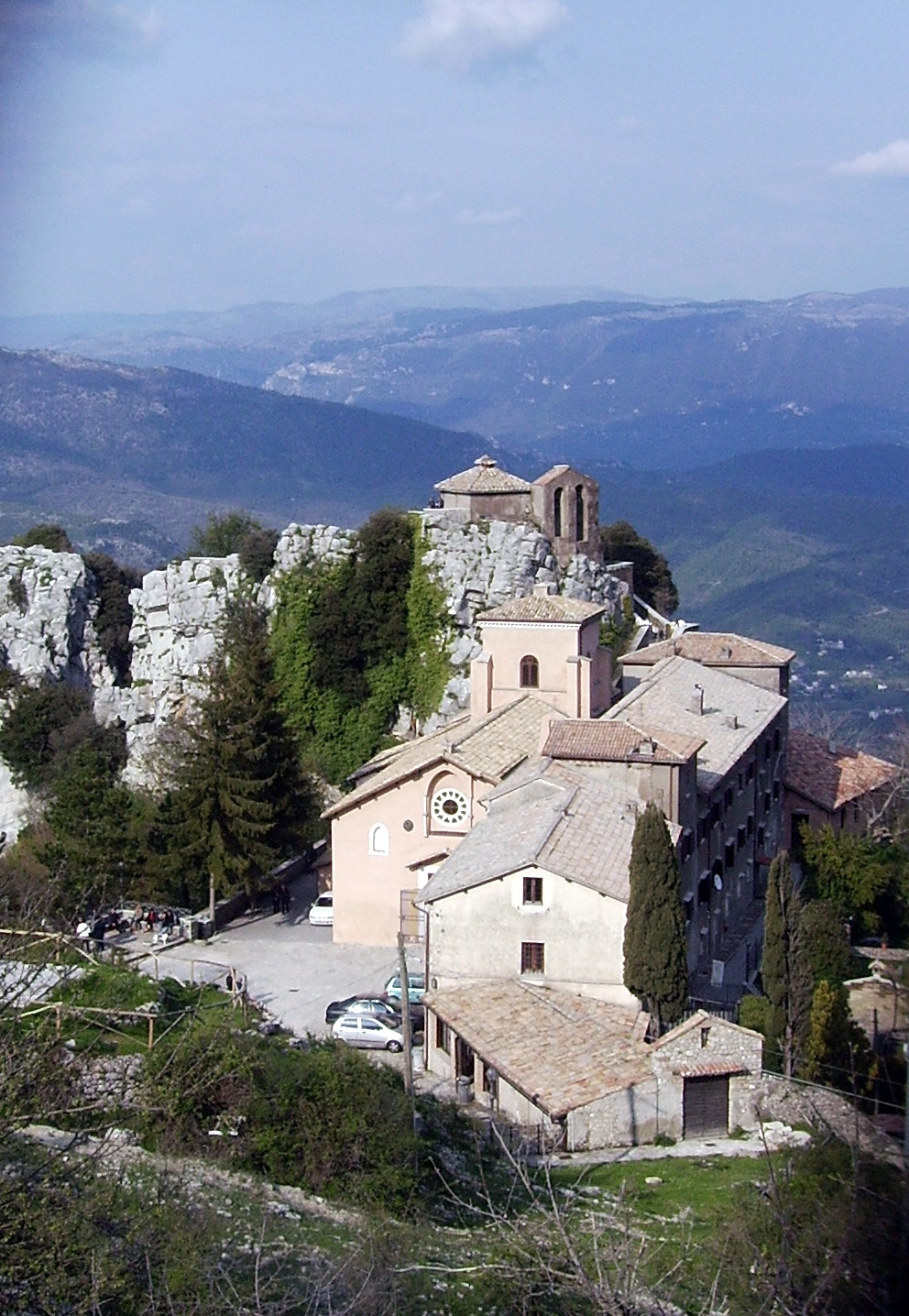
风景

卡普拉尼卡普雷内斯蒂（義大利語：Capranica Prenestina）是意大利拉齐奥大区罗马首都广域市的一个市镇，面积20.2平方公里，人口328人（2004年）。